# Ruta CH-62
Fue la denominación de una carretera chilena que abarca la Región de Valparaíso en el Valle Central de Chile. La Ruta se inicia en Viña del Mar y finaliza en La Calera. 
Esta fue derogada con fecha de 27-12-2010, con la correspondiente publicación en el D.O. de la misma fecha, Decreto 273 del MOP
El tramo comprendido entre Viña del Mar, Limache y Quillota corresponde a las concesiones Autopista Troncal Sur y Autopista Los Andes.
Según el mismo decreto antes mencionado, estas Concesiones ahora corresponden a la Ruta CH-60.

## Áreas Geográficas y Urbanas
- Comienzo de Autopista Troncal Sur en Viña del Mar.
- Fin de Autopista Troncal Sur en Peñablanca.
- Continuación de la Autopista Los Andes en Peñablanca.
- Fin de la Autopista Los Andes en San Pedro.
- kilómetro 58 Autopista del Aconcagua

## Sectores de la Ruta
- Viña del Mar·San Pedro Autopista.
- San Pedro·La Calera Autopista.